# Goniastrea edwardsi
Goniastrea edwardsi is een rifkoralensoort uit de familie van de Merulinidae. De wetenschappelijke naam van de soort is voor het eerst geldig gepubliceerd in 1971 door Chevalier.